# Schloss Geispitz
Das Schloss Geispitz, auch Schlößchen Geispitz oder Schlössel Geispitz genannt, ist ein abgegangenes Bauwerk in Neustadt an der Weinstraße, dessen Überreste unter Denkmalschutz stehen.

## Lage
Die Reste des Schlosses befinden sich am westlichen Siedlungsrand des Stadtteils Hambach an der Weinstraße in der örtlichen Schloßstraße am Nordostfuß des Schloßberg. Rund einen Kilometer weiter südwestlich entfernt steht das Hambacher Schloss.

## Geschichte
Das Bauwerk entstand im 16. Jahrhundert; der Name Geispitz bedeutet so viel wie „Geisberg“ oder „Geißbrunnen“. Nachdem die nahe Kästenburg – später als Hambacher Schloss bekannt – im Jahr 1552 zerstört worden war, fungierte das Schloss als Ausweichquartier für die Bischöfe von Speyer. In den Folgejahrhunderten erfuhr es eine wechselvolle Besitzgeschichte. Mittlerweile gehören seine Reste zum Weingut Schäffer, das im früheren Wirtschaftshof des Schlosses untergebracht ist.
Im Laufe der 2000er Jahre wurde an der Stelle des einstigen Schlosses – wie bei vielen anderen innerhalb von Hambach – eine Infotafel mit der Überschrift Weingut Schäffer Schlössel Geispitz angebracht, die einen geschichtlichen Abriss über das Gebäude enthält.

## Baustil
Das Gebäude war im Stil der Renaissance gehalten. Überdauert haben die mächtigen Substruktionsmauern samt Portal. In der Böschungsmauer steht ein barockes Pilasterportal sowie einer Spolie, die mit der Jahreszahl 1859 bezeichnet ist. Hinzu kommt ein Gartenhäuschen, das um die Mitte des 19. Jahrhunderts entstand und mit einem Pyramidendach ausgestattet ist.